# Rabotnitsi-udarnitsi, krepite udarniye brigady, ovladevayte tejnikoi, uvelichivayte kadry proletarskij
Rabotnitsi-udarnitsi, krepite udarniye brigady, ovladevayte tejnikoi, uvelichivayte kadry proletarskij (en valencià: Obreres de xoc, consolideu les brigades de xoc, adquiriu coneixements tècnics, amplieu les files dels especialistes proletaris) és un cartell avantguardista rus creat per Valentina Kulàguina el 1931. Forma part dels fons de museus com l'IVAM de València o el MoMA de Nova York.
El cartell mostra dos de les característiques definitòries de l'art de l'autora. D'una banda, la dona treballadora com a protagonista, i d'altra, per fer fotomuntatges on predomina el treball manual, com dibuixos, i no tant la fotografia. Este cartell es feu baix la pressió del marit de Valentina per tindre una propaganda eficient, per la qual cosa va combinar els dos mètodes.
Se situa la creació del cartell en la segona meitat del 1931, després de la visita de John Heartfield a la URSS.